# St. Andreas (Köhler)

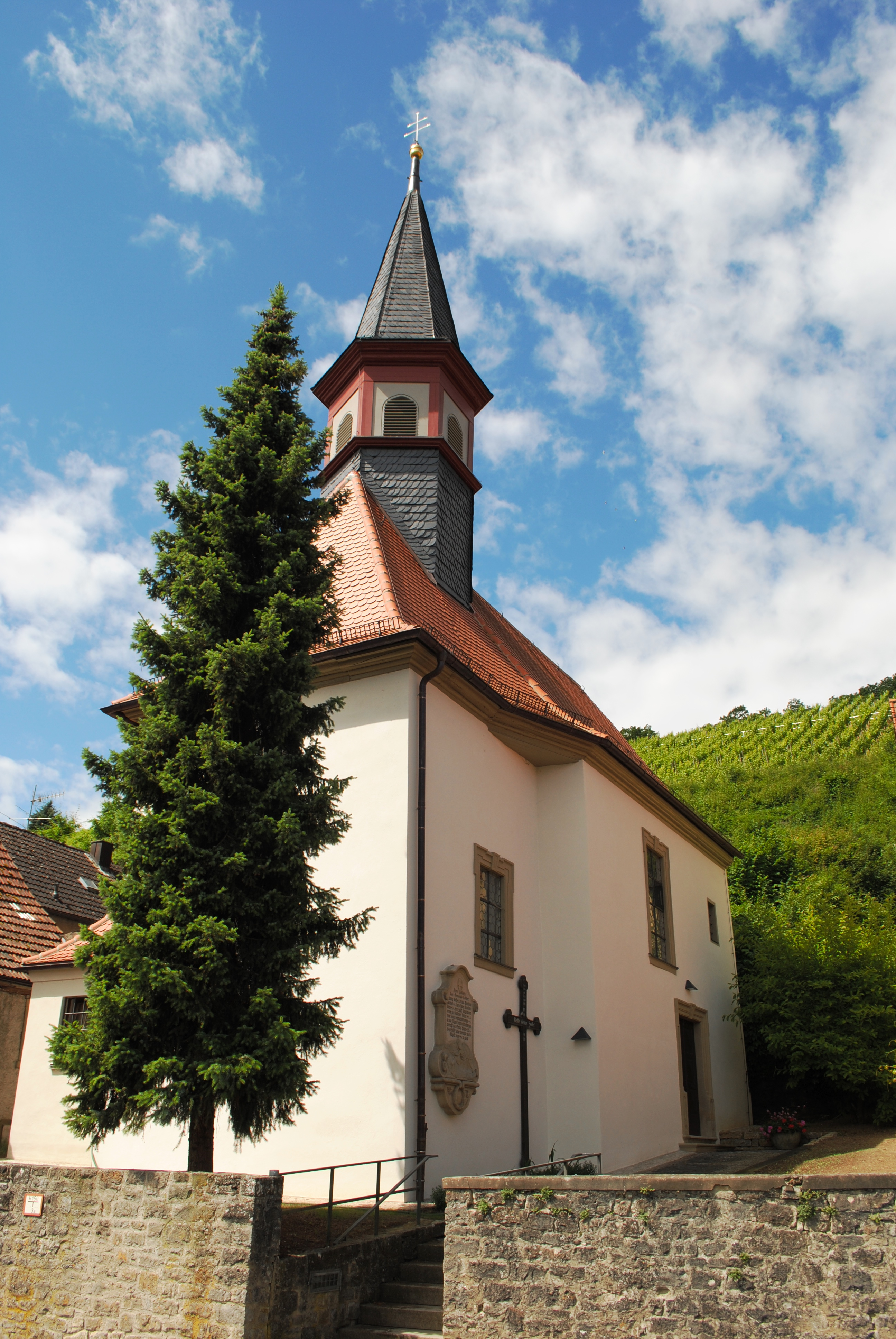
Die Kirche in Köhler

Die Kirche St. Andreas in Köhler ist eine kleine römisch-katholische Filialkirche. Sie liegt an der Durchgangsstraße des Volkacher Ortsteils.

## Geschichte
Im Jahr 1576 wurde eine Kapelle in Köhler zum ersten Mal erwähnt. Für das Jahr 1610 sind Ausbesserungsarbeiten am Gebäude überliefert. Erst um 1720 entstand die Kirche in ihrer heutigen Form. Eine umfassende Renovierung erfolgte 1971–1980. Vor allem die Mauern wurden erneuert, außerdem baute man eine kleine Sakristei ans Gebäude an. 1986 kam es zu einer erneuten Renovierung.
Letztmals renoviert wurde das Gotteshaus im Jahr 2015. Zur Altarweihe erschien der damalige Würzburger Bischof Friedhelm Hofmann. Das Bayerische Landesamt für Denkmalpflege ordnet die St.-Andreas-Kirche in Köhler als Baudenkmal unter der Nummer D-6-75-174-270 ein. Die untertägigen Reste des Vorgängerbaus werden als Bodendenkmal geführt.

## Architektur
Das Gotteshaus ist ein schlichter Bau des 18. Jahrhunderts. Das Dach bekrönt ein sechsseitiger, hölzerner Dachreiter mit einem Pyramidenhelm. Das zweiachsiges Langhaus hat ein Flachdach. Im Süden schließt sich der quadratische Chor mit einem Kreuzgewölbe an.

## Ausstattung

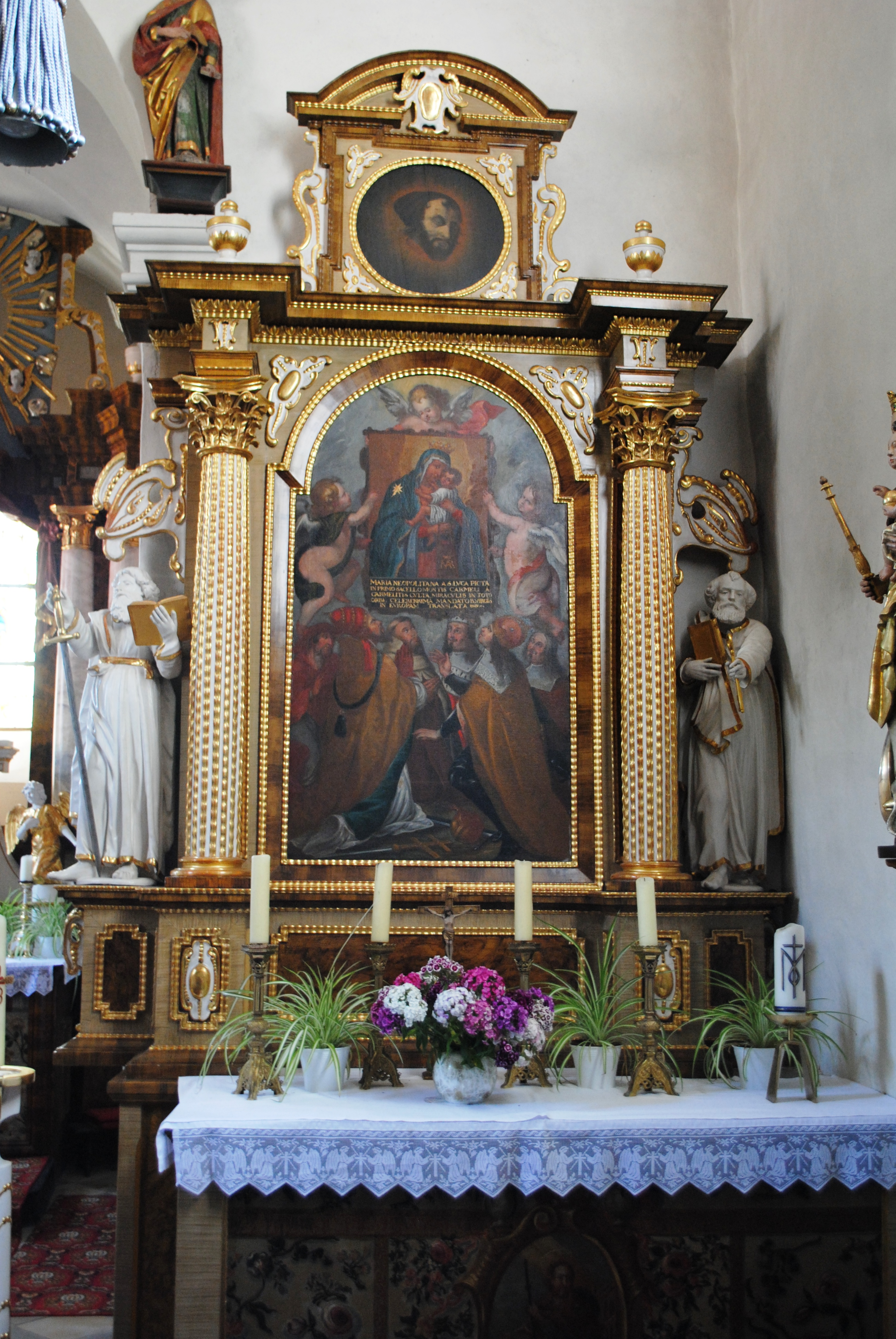
Der Seitenaltar der Kirche

Das Langhaus ist innen mit Stuck verkleidet. Im Zentrum befindet sich ein JHS-Monogramm. Die Altäre sowie die Kanzel sind wohl seit 1803 im Besitz der Gemeinde. Die Auflösung des Klosters Vogelsburg brachte die Stücke in das Kirchlein. Aus der alten Ausstattung hat sich lediglich ein steinernes spätgotisches Sakramentshaus erhalten.
Der Hochaltar ist viersäulig und entstand wohl um 1730. Das ursprüngliche Altarbild wurde entfernt. Nun ziert eine Figur des heiligen Andreas den Altar. Das der Biedermeierzeit entstammende Tabernakel wird von zwei Engelsfiguren aus dem 18. Jahrhundert eingerahmt. Das barocke Antependium zeigt wiederum St. Andreas, den Kirchenpatron. Ein hölzernes Triumphkreuz begrenzt den Raum.
Der Seitenaltar mit den Figuren von Petrus und Paulus stammt aus dem Zeitraum von 1680 bis 1700. Das Altarbild zeigt die Anbetung der Maria Neapolitana. An der rechten Langhauswand befindet sich eine Madonnenfigur mit Kind. Die Kanzel ist spätbarock, lediglich der auferstandene Christus auf dem Schalldeckel ist jünger. Besondere Schätze der Kirche sind die Assistenzfiguren der Maria und des Johannes. Sie stammen aus der Riemenschneiderschule und ähneln denen der Münnerstädter Kirche.
An der Kirchenaußenwand ist ein Gefallenendenkmal angebracht.